# Spartacus - Gli dei dell'arena
Spartacus - Gli dei dell'arena (Spartacus: Gods of the Arena) è una miniserie televisiva statunitense costituita da sei puntate, andata in onda sul canale Starz dal 21 gennaio al 25 febbraio 2011.
La miniserie è un prequel della serie televisiva Spartacus e segue le gesta dei personaggi di Quinto Lentulo Batiato e Gannicus, quest'ultimo è il primo gladiatore diventato campione a Capua nonché primo gladiatore della casa di Batiato a essere liberato. Gli interpreti della miniserie sono in gran parte gli stessi della serie televisiva, tra cui Lucy Lawless, John Hannah, Peter Mensah e Manu Bennett.
In Italia la miniserie è andata in onda sul canale satellitare Sky Uno dal 25 agosto 2011 nella sua versione censurata, con un episodio a settimana, e dal 28 agosto 2011 nella versione integrale senza censure, visibile in seconda serata. In chiaro è stata trasmessa su Cielo dal 9 aprile al 23 aprile 2012.

## Trama
Prima dell'arrivo di Spartacus, Quinto Lentulo Batiato diventa lanista quando il padre gli affida l'amministrazione della palestra dei gladiatori. Egli ha tuttavia intenzione di non essere più l'ombra di suo padre e, per fare ciò, deve ottenere riconoscimenti personali e fama per la sua casa. Al suo fianco c'è la moglie Lucrezia, che aiuterà il marito a raggiungere il suo obiettivo a qualsiasi costo, e il fidato amico Solonio. Batiato si affida al migliore gladiatore della sua casa: Gannicus, un Celta che brandisce la lama come se ogni giorno fosse l'ultimo della sua vita, amico di Enomao. Tuttavia, c'è chi trama alle spalle di Batiato e dei suoi futuri campioni. Il Gallo Crisso è presentato come una recluta inesperta e indisciplinata nel primo episodio, ma riuscirà a diventare il migliore guerriero della casa dopo Gannicus. L'ex gladiatore Enomao diventa il nuovo maestro della scuola, seppur con riluttanza, mentre le reclute siriane Ashur e Dagan tentano di dimostrare il proprio valore ai compagni. I gladiatori veterani come Gannicus e Barca riconoscono a poco a poco il valore di Crisso, ma temono che il talento emergente possa compromettere le loro carriere. Nel frattempo, vengono ultimati i lavori di costruzione della nuova arena che trasformerà gli uomini in dei.

## Personaggi e interpreti

### Schiavi
- Gannicus, interpretato da Dustin Clare, doppiato da Fabrizio Vidale.
Gladiatore celtico e campione del ludus di Batiato.
- Enomao, interpretato da Peter Mensah, doppiato da Paolo Marchese.
Gladiatore numidiano che in seguito diventerà il maestro il quale addestrerà i futuri gladiatori di Batiato.
- Melitta, interpretata da Marisa Ramirez, doppiata da Barbara De Bortoli.
Moglie di Enomao e schiava al servizio di Lucrezia.
- Crisso, interpretato da Manu Bennett, doppiato da Andrea Lavagnino.
 gladiatore recluta di origine gallica.
- Ashur, interpretato da Nick E. Tarabay, doppiato da Alessandro Rigotti.
Gladiatore recluta di origine siriana.
- Dagan, interpretato da Shane Rangi.
Gladiatore recluta che parla solo aramaico di origine siriana.
- Barca, interpretato da Antonio Te Maioha, doppiato da Marco Benvenuto.
Gladiatore cartaginese.
- Auctus, interpretato da Josef Brown.
Gladiatore e amante di Barca.
- Ulpius, interpretato da Temuera Morrison.
Predecessore di Enomao come maestro dei gladiatori di Batiato.
- Naevia, interpretata da Lesley-Ann Brandt, doppiata da Francesca Fiorentini.
Giovane schiava domestica.
- Diona, interpretata da Jessica Grace Smith.
Schiava domestica e amica di Nevia che perde la propria verginità per capriccio di Cossutio.

### Romani
- Quinto Lentulo Batiato, interpretato da John Hannah, doppiato da Franco Mannella.
Lanista romano.
- Lucrezia, interpretata da Lucy Lawless, doppiata da Alessandra Cassioli.
Moglie di Batiato.
- Gaia, interpretata da Jaime Murray, doppiata da Roberta Paladini.
Arrivista e amica di Lucrezia.
- Marco Decio Solonio, interpretato da Craig Walsh Wrightson, doppiato da Gerolamo Alchieri.
Amico stretto di Batiato che aspira a diventare egli stesso un lanista.
- Tito Lentulo Batiato, interpretato da Jeffrey Thomas, doppiato da Rodolfo Bianchi.
Padre di Quinto Batiato nonché pater familias della casa di Batiato.
- Tullio, interpretato da Stephen Lovatt, doppiato da Pino Insegno.
Brutale rivale negli affari e acerrimo nemico di Batiato.
- Vezio, interpretato da Gareth Williams, doppiato Davide Albano.
Proprietario di un ludus rivale e nemico di Batiato.

## Puntate
| Stagione       | Episodi | Prima TV USA | Prima TV Italia |
| -------------- | ------- | ------------ | --------------- |
| Prima stagione | 6       | 2011         | 2011            |

## Produzione
L'opportunità di produrre Spartacus: Gods of the Arena emerse quando la seconda stagione di Spartacus venne bloccata per permettere all'attore protagonista, Andy Whitfield, di curarsi, purtroppo senza successo, dopo che gli venne diagnosticato un linfoma non Hodgkin. Il creatore e produttore esecutivo della serie, Steven S. DeKnight, ha espanso un episodio flashback per la seconda stagione in sei parti, andando a costituire una miniserie.
La produzione con a capo Steven S. Deknight della miniserie è iniziata in Nuova Zelanda nell'agosto del 2010. La serie è andata in onda negli Stati Uniti su Starz, mentre in Canada è stata trasmessa su Movie Central e The Movie Network.

## Accoglienza

### Critica
La miniserie ha ricevuto recensioni generalmente positive dalla critica. Rotten Tomatoes riporta il 73% delle recensioni professionali positive basato su 22 critiche. Il consenso critico del sito web indica: «Più eccessivo, più realistico e più ingiustificato dell'originale, Spartacus - Gli dei dell'arena è un perfetto intrattenimento di evasione.» Metacritic, invece, ha assegnato un punteggio di 55 su 100 basato su 6 recensioni, indicando "recensioni miste".

## Riconoscimenti
- 2011 – Primetime Creative Arts Emmy Award[7]
  - Candidatura alla miglior coordinazione di uno stunt a Allan Poppleton per la puntata Libertà amara
- 2011 – Saturn Awards[8]
  - Candidatura alla miglior presentazione in televisione
- 2012 – Saturn Awards[9]
  - Miglior serie televisiva in DVD/Blu-ray